# Odra 1103
EKD Odra 1103 — транзисторный компьютер второго поколения, сконструированный и выпускавшийся заводом электронного оборудования Elwro в 1967—1969 годах. Представлял собой десятичный калькулятор, предназначенный для обработки данных в тесном сотрудничестве с аналитическими машинами.
Основанный на предыдущем образце Odra 1013, этот компьютер предназначался для решения задач, связанных с материальным оборотом, расчётом зарплаты рабочих и служащих, транспортом, а также оценкой и анализом проектов по методу PERT.

## Выпуск
Разработка компьютера велась с 1965 года, впервые он был представлен в 1966 году, серийно производился в 1967—1969 годах. В 1967 году было выпущено 17 экземпляров, в 1968 году — 32 экземпляра, в 1969 году — 15 экземпляров.
Всего за годы производства выпущено 64 экземпляра, из них 8 пошли на экспорт.

## Технические характеристики
- Длина машинного слова: 16 бит

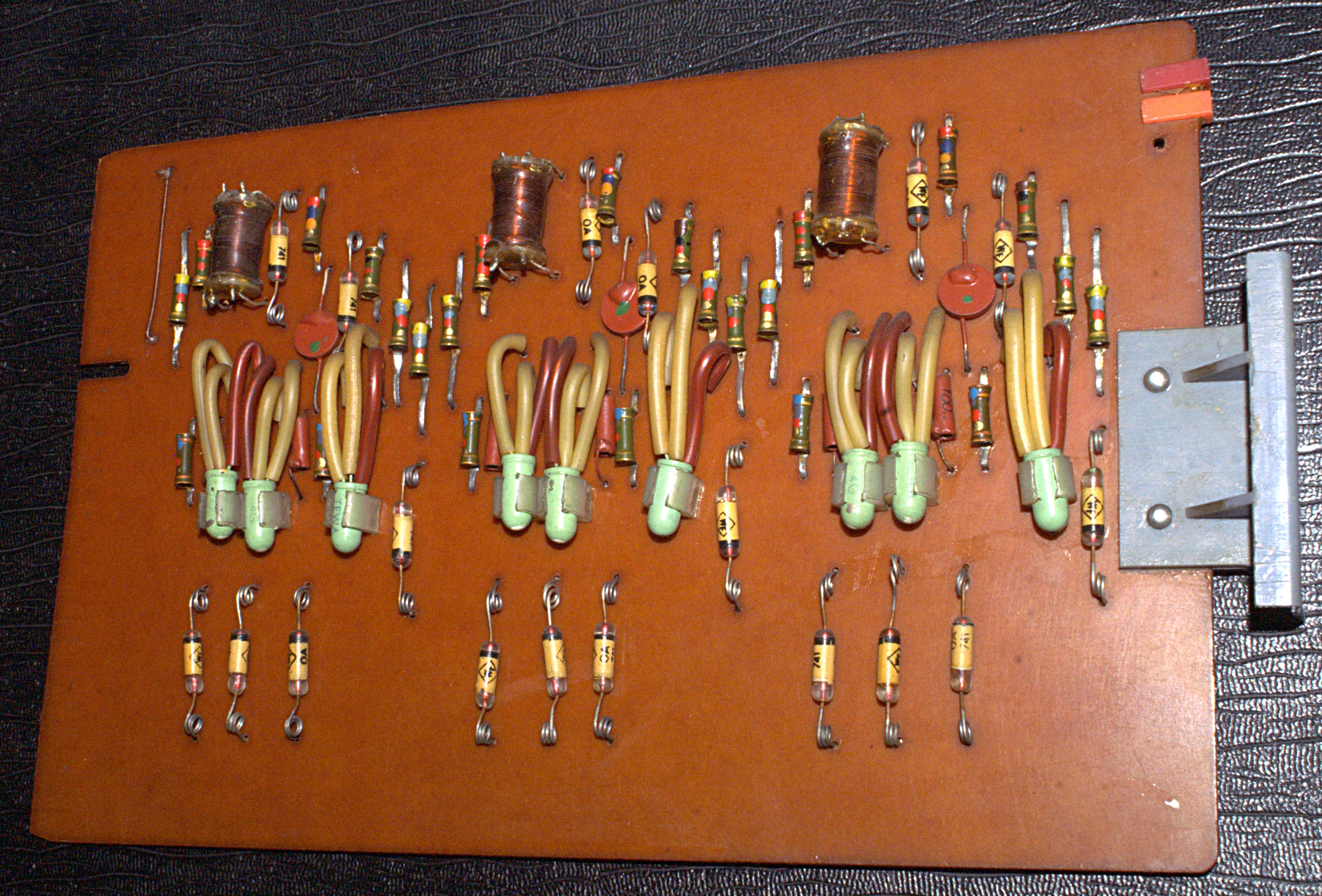
Печатная плата компьютера Odra 1003, использовавшаяся также в компьютерах Odra 1013 и Odra 1103

- Внутренняя память: 1024 машинных слова (на магнитных сердечниках)
- Внешняя память: 32768 машинных слова (барабанная)
- Устройства ввода-вывода:
  - Репродуктор PR-80-2
  - Табулятор карт T-5M
  - Телетайп (10 символов/сек)
  - Устройство для чтения перфоленты (300 символов/сек)
  - Устройство для перфорирования (150 символов/сек)
- Производительность: 5 тыс. операций/сек
- Поддерживаемые языки программирования: PJN, PAS (также использовался язык JAS[пол.])
- Размеры: 640 × 1300 × 1600 мм[5]
- Технология: германиевые сплавные транзисторы[пол.] (TG2[пол.], TG70[пол.]) и точечные германиевые диоды[пол.], пакеты на односторонней печатной плате с краевым разъёмом 126,4 × 205 мм с 32-контактным торцевым разъёмом
- Стоимость 1 млн. операций: 6 злотых (по ценам 1976 года), 3 злотых (2017 год, с учётом инфляции)